# NGC 5676
NGC 5676 је спирална галаксија у сазвежђу Волар која се налази на NGC листи објеката дубоког неба.
Деклинација објекта је + 49° 27' 25" а ректасцензија 14h 32m 46,4s. Привидна величина (магнитуда) објекта NGC 5676 износи 11,1 а фотографска магнитуда 11,9. Налази се на удаљености од 35,025 милиона парсека од Сунца. NGC 5676 је још познат и под ознакама UGC 9366, MCG 8-26-43, CGCG 248-3, CGCG 247-42, KUG 1431+496, PGC 51978.